# Râul Cuejdiu
Râul Cuejdiu sau Râul Cuejd este un curs de apă, afluent al râului Bistrița. 

## Hărți
- Ovidiu Gabor - Economic Mechanism in Water Management ][nefuncțională]